# King's Lynn Town Football Club
Il King's Lynn Town Football Club è una squadra di calcio inglese semi professionista, militante in National League (stagione 2020/2021).

## Storia
Il club venne fondato nel 2010 dopo il fallimento del King's Lynn F.C.; nella prima stagione della sua storia, ovvero la 2010-2011, raggiunge le semifinali di FA Vase. Al termine della stagione 2019-2020, conclusasi con il primo posto in National League North, i Linnets ottengono la loro prima storica promozione in National League ( si tratta peraltro della seconda promozione consecutiva per il club, che nella stagione 2018-2019 aveva conquistato un secondo posto in classifica in Southern Football League, conquistando quindi la promozione in National League North).

## Palmarès

### Competizioni nazionali
- National League North: 1

2019-2020
- Northern Premier League: 1

2012-2013

### Competizioni regionali
- Norfolk Senior Cup: 1

2016-2017